# ボゾーネ (トスカーナ辺境伯)
トスカーナ辺境伯ボゾーネ（Bosone di Toscana）またはボソ（Boso d'Arles, 885年頃 - 940年以降?）は、ブルゴーニュ出身のイタリア貴族。アルル伯（ボソ6世）、トスカーナ辺境伯（在位：931年 - 936年）。ボゾーネは所領をほぼ独立して支配し、領地の教会の後援者であった。ボゾーネは936年に辺境伯位を失い、その後おそらくブルゴーニュに戻ったとみられる。

## プロヴァンスでの活動
ボゾーネ（ボソ）はアルル伯テオバルドとロタリンギア王ロタール2世の庶子ベルタとの間の次男として生まれた。兄ウーゴ（ユーグ）は880年もしくは881年に生まれている。一族のボゾン家はフランク王国において最高位の貴族の家系で、カロリング家とも姻戚関係があり、プロヴァンスを支配していた。
895年に父テオバルドが死去した後、母ベルタはトスカーナ辺境伯アダルベルト2世と再婚した。ボゾーネと兄ウーゴは父の伯領を相続した。905年に皇帝ルイ3世が敵ベレンガーリオ1世によって失明させられた後、兄ウーゴはプロヴァンスの摂政となり、ボゾーネはアヴィニョン伯領を手に入れた。907年、ウーゴとボゾーネは母ベルタの力を借り、軍を率いてイタリアに入った。926年、兄ウーゴはイタリア王となり、ボゾーネをプロヴァンスの摂政とした。931年、ウーゴは異父弟トスカーナ辺境伯ランベルトと対抗するため、弟ボゾーネをイタリアに呼び寄せるとともに、息子ロターリオを共同統治者とした。クレモナ司教リウトプランドによると、母ベルタはトスカーナ辺境伯アダルベルト2世との結婚後、妊娠することができなかったが、トスカーナ辺境伯領の継承を守るために、妊娠したふりをして、実際には他人の子であるランベルトとグイードを自身の子としたという噂があったという。

## イタリアでの活動
イタリアにおけるボゾーネに関する最初の記録には、931年10月17日にアクイレイア大司教領のために仲裁を行ったことが見られる。ボゾーネを「辺境伯」とする最初の記録は932年7月1日のものであり、この時、ボゾーネはルッカのサン・マルタン教会に寄付するよう兄王を説得している。
クレモナ司教リウトプランドによると、ウーゴがトスカーナ辺境伯ランベルトに王の異父弟と名乗ることを禁じたが、ランベルトは裁判に持ち込み勝訴した。そこで、ボゾンはトスカーナ辺境伯領を手に入れるため、兄ウーゴにランベルトを逮捕するよう説得し、ランベルトは獄中で失明させられたという。リウトプランドの記述よりもあり得ることとして、ランベルトは領地の独立状態を止めることを拒否したため、領地を取り上げられたと考えられる。

## トスカーナ辺境伯
ボゾーネのトスカーナ統治に関する記録はほとんど残っていない。記録のほとんどがルッカおよびアレッツォの教会のために仲裁を行ったことについてである。トスカーナ辺境伯としてのボゾーネの最後の記録は936年9月17日、ルッカ教区による領地の交換を監督するために代理人を送った時のものである。その後、ウードは弟ボゾーネに代えて、自身の庶子であるウベルトをトスカーナ辺境伯とした。
リウトプランドは、ボゾーネが妻ウィラにそそのかされ、王に対する反乱を企てたと疑われ逮捕された、と記述している。他にあり得ることとして、ボゾーネがランベルト同様、領地を独立した形で支配し続けたため、トスカーナを自らの影響力下に置こうとしたウードにより領地を取り上げられたということである。また、ボゾーネは娘ウィラを、当時最も有力な辺境伯の一人であったイヴレーア辺境伯ベレンガーリオ（後にイタリア王）と結婚させた。このことがウードからは脅威ととられ、ボゾーネの没落につながったともみられている。

## その後
940年、「輝かしき伯ボソ」（inclitus comes Boso）が、サン＝ベルナール＝ド＝ロマン修道院に寄付を行った。この修道院はウードが後援者であり、一族の所領内にあったことから、このボソはかつてのトスカーナ辺境伯と同一人物とみられている。

## 子女
ブルグント王ルドルフ1世の娘とみられるウィラと結婚し、4人の娘をもうけた。
- ウィラ（912年 - 963年以降） - イヴレーア辺境伯ベレンガーリオと結婚
- ベルタ（913年頃 - 965年8月18日以降） - ブルゴーニュ公リシャールの子ボソ7世と結婚、ルエルグ伯レーモン1世（トゥールーズ家）と再婚[1]。伯父ウードの遺産の多くを相続した[1][5]。
- リチルダ
- ジゼッラ